# Molibdato

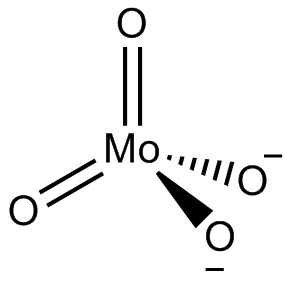
Struttura dello ione molibdato

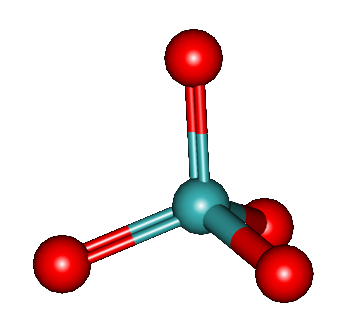
Modello 3D dello ione molibdato

In chimica un molibdato è un composto contenente un ossoanione con un atomo di molibdeno nella suo massimo stato di ossidazione, cioè 6. Il molibdeno può formare un'ampia gamma di ossoanioni, i quali possono avere strutture discrete o polimeriche estese. Questi ultimi si trovano solo nello stato solido. Gli ossooanioni più grandi sono membri del gruppo di composti chiamato poliossometallati o isopolimetallati in quanto contengono solo un tipo di metallo. Gli ossoanioni discreti di molibdeno variano nel formato dai più semplici MoO42−, come si trovano nel molibdato di potassio, fino a strutture molto grandi come si trovano nel blu di poli isomolibdato che contiene 154 atomi di Mo. 
l molibdeno si comporta in modo differente dagli altri elementi nel gruppo 6. Ad esempio il cromo forma solo i cromati, CrO42−, Cr2O72−,  Cr3O102−  e Cr4O132−, tutti basati sul cromo tetraedrico. Il tungsteno invece è simile al molibdeno e forma molti tungstati contenenti diversi atomi di tungsteno coordinati.

## Esempi di anioni molibdati
- discreti MoO42−, come Na2MoO4 e il minerale powellite, CaMoO4;
- discreti Mo2O72−, nel sale di tetrabutilammonio e polimerico Mo2O72− nel sale di ammonio[3];
- polimerico, come Mo3O102− nel sale di etilenediamina[4];
- polimerico, come Mo4O132− nel sale di potassio[5];
- polimerico Mo5O162− nel sale anilio, (C6H5NH3)+[6];
- discreto Mo6O192−(esa-molibdato) nel sale di tetrametilammonio[7];
- discreto Mo7O246− nell'ammonio molibdato, (NH4)6Mo7O24.4H2O;[8];
- Mo8O264− come sale di trimetilammonio.[1]

La nomenclatura dei molibdati generalmente segue la convenzione dei prefissi per mostrare il numero di atomi di Mo presenti. Ad esempio, dimolibdato per 2 atomi di molibdeno; trimolibdato per 3 atomi ecc.. A volte però lo stato di ossidazione È aggiunto al suffisso, tipo pentamolibdato(VI), per maggiore precisione. Eccezione, lo ione eptamolibdato, Mo7O24 6−, è spesso chiamato "paramolibdato".

## Strutture degli ioni molibdati
Il piccolo anione MoO42− e Mo2O72− hanno sembianze di centro tedraedrico
. Il Mo2O72− può essere considerato come due tetraedri con un angolo in comune, o con un atomo di ossigeno condiviso. Gli anioni molibdato più larghi invece, generalmente, ma non esclusivamente, esacoordinati con ai bordi o vertici MoO6 ottaetrici condivisi. Gli ottaedri sono distorti, con tipiche distanze di legame M-O:
- negli M-O terminale non a ponte 1.7 Å
- nei ponti M-O-M approssimativamente 1.9 Å

L'anione Mo8O264− contiene sia il molibdeno ottedrico che tedraedrico e può essere isolato in 2 forme isomeriche alfa e beta.
L'immagine seguente mostra la coordinazione poliedrica. L'immagine dell'esamolibdato mostra la natura compatta dell'ossigeno nella struttura. L'ossido ha un raggio ionico di 1,40 Å, mentre il molibdeno (VI) è molto più piccolo, 0,59 Å.
Ci sono forti somiglianze tra le strutture dei molibdati e di ossidi di molibdeno, (MoO3, MoO2 e il "crystallographic shear" oxides, Mo9O26 and Mo10O29) whose structures all contain close packed oxide ions.